# Reduta
Reduta je utrdba ali sistem utrdb, ki je običajno sestavljen iz zaprtega obrambnega dela zunaj večje trdnjave in se po navadi opira na zemljino, čeprav so nekatere zgrajene iz kamna ali opeke. Namenjena je varovanju vojakov zunaj glavne obrambne črte in je lahko stalna zgradba ali naglo konstruirana začasna utrdba. Beseda pomeni »kraj umika«. Redute so bile sestavni del vojaških strategij večine evropskih imperijev med kolonialno dobo, zlasti v zunanjih delih utrdb Vaubanovega sloga, ki so postale priljubljene v 17. stoletju, čeprav je koncept obstajal že od srednjega veka. Reduta se razlikuje od redana (trikotna oblika obrambnega elementa) v tem, da je ta v zadnjem delu odprt, medtem ko je reduta v celoti zaprta .
Pojav manevrskega vojskovanja v 20. stoletju je na splošno zmanjšal pomen statičnih obrambnih elementov in obleganja.

## Pomen v zgodovini

### Angleška državljanska vojna
Med angleško državljansko vojno so se pogosto gradile redute, da bi zaščitili starejše utrdbe pred učinkovitejšim topništvom v tem obdobju. Pogosto so bili blizu starodavnih utrdb majhni griči, ki so služili kot obramba, vendar so bili v prejšnjih stoletjih ti predaleč pred utrdbami. Majhen hrib blizu Worcestra je bil uporabljen kot topniška ploščad, ko so parlamentarci leta 1646 uspešno oblegali mesto. Leta 1651 pred bitko za Worcester so ga rojalisti spremenili v utrdbo (ostanki katere so danes v parku Fort Royal Hill). V času bitke za Worcester so parlamentarci reduto zasedli in obrnili topove proti Worcestru, s čimer so onemogočili obrambo. Ta akcija je dejansko končala bitko, zadnjo v angleški državljanski vojni.

### Malta
Od leta 1715 naprej je na Malti viteški red svetega Janeza Krstnika (ivanovci) gradil številne redute v okviru prizadevanj za izboljšanje obalne fortifikacije otokov. Zgrajene so bile sredi zalivov, da bi preprečile izkrcanje sovražnim silam in branile obalne baterije.
Na zasnovo redut so vplivale tiste, zgrajene v francoskih kolonijah. V celoti je bilo zgrajenih enajst petkotnih redut in nekaj polkrožnih ali pravokotnih. Več je bilo porušenih v preteklih letih, nekatere pa so še vedno ohranjene, kot so redute Briconet, Saint George in Ximenes.
Zgrajene so bile tudi štiri tour-reduits. Zgrajene so bile v obliki stolpa, z vrsto strelnic za muškete. Tri so bile okoli zaliva Marsaxlokk, ena pa v mestu Marsalforn na Gozu. Edina, ki še vedno obstaja, je stolp Vendôme v Marsaxlokku. 
Med obleganjem Malte 1798–1800 so malteški uporniki zgradili številne utrdbe za bombardiranje francoskih položajev in odvračanje morebitnih protinapadov. Večina utrdb so bile baterije, vendar sta bili zgrajeni vsaj dve reduti: Windmill in Żabbar. Leta 1799 so britanske sile zgradile tudi San Rocco in San Lucian. Danes ni ohranjena nobena iz časa francoske blokade.
V poznem 19. stoletju so Britanci zgradili reduto blizu Fomm ir-Riħ kot del Viktorijine linije (Veliki zid na Malti).

### Druge pomembne redute
Ameriška obrambna linija v West Pointu v New Yorku je vključevala več redut, trdnjav in Veliko verigo s členi, ki so tehtali po več kot 100 funtov in so jo vojaški inženirji Continental Army raztegnili čez reko Hudson. Namen obrambnega sistema West Point je bil preprečiti, da bi britanska vojska in kraljeva mornarica prevzeli nadzor nad reko Hudson ter ločili Novo Anglijo od srednjeatlantskih in južnih držav. Veriga je blokirala reko, iz trdnjav pa so streljali na ladje, ki so se poskušale približati verigi. Zunanje redute so bile dobro postavljene za zaščito kopenskih poti v West Point.
Primeri, v katerih so v bitkah imele redute odločilno vlogo:
- Bitka pri Poltavi (1709)
- Bitka pri Bunker Hillu (1775)
- Bitka pri Yorktownu (1781), kjer je Alexander Hamilton vodil edini napad pehotnega poveljstva na britansko reduto
- Linija Torres Vedras iz španske vojne za neodvisnost (1809-1810)
- Harwichška reduta (1809-1810)
- Bitka pri Borodinu (1812)
- Bitka pri Balaklavi (1854)
- Železniška reduta v obleganju Vicksburga (1863)
- Obleganje Plevne (1877-1878)
- Bitka pri Rorkejevem Driftu (1879)
- Med prvo svetovno vojno: Nacionalna reduta Antwerpna (1914), nemška reduta Hohenzollern in reduta Gloucester Ridge(1916)
- Med drugo svetovno vojno: reduta Vercorsov plato, ki so jo uporabljale svobodne francoske sile